# Концепція душі (Стародавній Єгипет)
Конце́пція душі́ в уявленні стародавніх єгиптян визначалася філософськими і релігійними поглядами. Уявлення про душу змінювалися з часом від Древнього до Нового царств. Стародавні єгиптяни вірили, що душа складається із декількох частин і нею володіють не тільки люди, а й тварини та боги.
Стародавні єгиптяни вважали, що людина складається із фізичного та духовного тіла, серця, двійника, душі, нематеріального ефірного духу, образу й імені. Всі ці складові тісно пов’язані між собою, і стан однієї визначало стан всіх інших. Єгиптяни вірили в переродження/воскресіння в загробному світі, хоча у часи ранніх династій (відповідно до Текстів пірамід) існувало повір’я у можливість фізичного воскресіння. Діти Гора відповідали за певну сутність людини: Амсет — ка, Дуамутеф — ба, Кебексенуф — сах (мумія), Хапі — іб (серце).
Ра з’явився з не менше, ніж сімома Ба і чотирнадцятьма Ка, кожна зі своєю особливістю, і якими він може наділити фараона: багатство, стабільність, велич, слава, перемога, сила творіння та іншими.

## Ка
Для позначення Ка (kꜣ, 𓂓) складно підібрати еквівалент в сучасних мовах. Масперо застосовує переклад «двійник, допельгангер». Розуміння про Каре вже в найдавніших текстах. Синонімом «померти» було «відійти до Ка» або «відійти до Ка в небесах», «його Ка прийшов до нього».
Ка — це життєва сила, риси характеру або доля людини. Ка після смерті людини покидає її тіло, бродить по землі й знову повертається, але живе в скульптурному зображенні в гробниці та харчується пожертвами, проходячи в сердаб через «хибні двері».
Згідно з віруваннями давніх єгиптян, фараоном будувалися храми не для нього самого або богів, а їх особистостей. Божественний Ка перебував до людей ближче, ніж саме божество. Тому, наприклад, в Мемфісі шанувався не саме священний бик Апіс, а його Ка. Осіріса назвали «Ка пірамід». Бог-творець Хнум іноді зображувався за своїм гончарним кругом, яким він творить людину і його Ка.
Боги також мали «Ка», але на відміну від людей — декілька. За допомогою бога магії Хека єгиптяни могли впливати на Ка богів, домагаючись тим самим від них зцілення і захисту. Фараони також мали кілька Ка. Обожнювання фараонів і культ небіжчиків стосувався саме до Ка; нерідко зустрічаються зображення людей, що моляться власним Ка. Ка зображували як подобу її носія, але з піднятими вгору руками.
Існував окремий жрецький сан «служитель ка» (hem-ka), який відповідав за підношення.

## Ба
Ба (bꜣ — «прояв», 𓅽) — душа, життєва сутність у вигляді птаха з головою людини, його совість, а також душа Ка. За віруваннями єгиптян, Ба складалася з сукупності почуттів і емоцій людини.
Після смерті людини Ба покидає тіло і бродить по світу, вселяючись в різних тварин, наприклад, в місцеву священну тварину. У Книгах мертвих Ба описувалася як сокіл (який летить в небеса), гусак, журавель (який цілує небеса) або сарана/коник (який стрибає до небес). Така душа, що переселяється у тварин, може також іменуватися альтер его.
Ба безпосередньо залежить від стану фізичного тіла. Ба при житті тіла подорожувала по світу сновидінь і могла вільно переміщатися між світом мертвих і живих. Після смерті людини вона перебувала поруч із серцем при його зважуванні, потім впадала в летаргічний сон. Досягнувши благодаті в потойбічному світі, Ба ставала baiu menkhu, якщо Ба проклинати — baiu mitu. Ба зображувалася на магічних предметах і амулетах (ba'apur).
Спочатку вважалося, що Ба володіють лише боги (їхнім Ба були сузір'я і небесні тіла), фараони й первосвященники, проте пізніше склалося уявлення про те, що цієї «оболонкою» володіє будь-яка людина. Міста також могли мати свої Ба.
Ба є героєм літературного філософського твору «Бесіда розчарованого зі своїм Ба» (XXII-XXI століття до н.е.).

## Ах
Ах (ꜣḫ — «осяяний», 𓅜; У. Бадж називає khu) — злиття Ба і Ка, що звільнилося від тілесної оболонки чистий дух, який живе в потойбічному світі й насолоджується його радістю. Для задоволення своїх потреб ах використовував залишені в гробниці ушебті. Зображувався ібісів з чубком. Володарем ах (Ḥḳʒ-ʒḫw) є мерімутеф.
У Стародавньому Єгипті ах вважали примарами, які були схожі на їх колишнє «я», а взаємодії між примарами й живими людьми розглядалися не настільки надприродно, ніж в наші дні. Історія зустрічі єгиптянина з привидом описана у творі «Бесіди первосвященника Амона Хонсуемхеба з привидом» періоду Рамессидов (XIII—XII століття до н.е.).

## Хат
Хат (єгипет. ẖt англ. khat) — тлінна оболонка людини, вмістилище Ка й Ах.
Практика муміфікації свідчить про важливість в розумінні стародавніх єгиптян тривалого збереження тіла і його зовнішнього, прижиттєвого вигляду, щоб встиг з'явитися Сах. Фізичне наповнення Хат називали aufu. Врятувати від різного роду пошкоджень мумії мусили б залишені з нею амулети, з якими проводяться магічні обряди з молитвами й заклинаннями. Замість (якщо орган був відсутній) або на додаток до серця (яке зазвичай залишали в тілі під час муміфікації) до мумії клали амулет скарабея. Виявлено безліч мумій з подібними амулетами.

## Іб (Аб)
Іб (jb, ab) — серце, яке на суді Осіріса помішалося на ваги Маат (істини), щоб дізнатися про те, наскільки благочестиво жила людина. Фізичне серце в тілі називалося hati і його залишали при муміфікації. Серце вважалося вмістилищем розуму, долі й чуттєвості. З мумією залишали також скарабея, який повинен був допомогти на суді Осіріса. У Книзі мертвих виділені кілька глав з молитвами, щоб не допустити смерті серця в потойбічному світі та крадіжки. У XXVI главі покійний говорить:
Нехай моє серце буде в будинку сердець. Нехай моє хаті буде в будинку-хаті.

## Сехем
Сехем (sḫm — «заволодіти чимось»/«сила», «образ») — життєва сила людської сутності у світі одвічності, але відмінна від Ба і Ка. Цим же словом у формі прикметника позначали силу або магічні здібності богів.

## Сах
Сах/Саху (saḥ) — духовне тіло, «священні останки» після муміфікації. Тіло людини після муміфікації також розглядалося як втілення душі, яка вивільнялася з тіла під час похоронних ритуальних процесів. Сах завдяки молитвам досягав духовного блаженства. У Книзі мертвих Сах образно показаний лотосом, що виростає з Хат.

## Шуїт
Шуит (šwt) — тінь. Схожа за значенням з умброю і σκιά древніх греків і римлян. Вважалося, тінь може відокремитися від людини та існувати сама по собі. Поряд з Ка і Ба Шуїт покладалися похоронні підношення в гробниці, куди Шуїт могла приходити. У пізніші часи Шуїт пов'язувалася безпосередньо з душею, за якою слідувала.

## Рен
Рен (rn) — ім'я. Стародавні єгиптяни надавали велике значення імені людини, тому його знищення прирівнювалося до прокляття. Безіменний не може постати перед богами, оскільки як не існує предмета без назви, так не може існувати людина без імені. Позбавлена імені людина вразлива перед божественними силами. Увічненням пам'яті батьків займалися сини, чиїм обов'язком було здійснювати підношення і ремонтувати гробниці предків. З іншого боку, якщо покійний знав імена божественних покровителів друзів чи ворогів, він міг вимовляти їх і отримати над ними владу для виконання своєї волі.
Важливість імені пояснюється способом комунікації, впливу на людину, коли вимовляється його ім'я. Також ім'я людини використовувалося в магічній практиці з добрими або злим намірами. Ритуальне знищення імені мало на увазі знищення його власника (навіть бога). Навпаки, незнання імені позбавляло чаклуна можливості здійснити магічний ритуал. За серйозні злочини засудженого могли позбавити свого імені та наректи «поганим ім'ям». Відомий випадок «змови в гаремі» з Туринського судового папірусу, коли обвинувачених в замаху на Рамсеса III в ході судового розгляду називали Пабеккамон («Сліпий слуга»), Меседсура («Ра його ненавидить»), «Пентаур, якого називали цим іншим ім'ям», Бонемвез («Гидота в Фівах»).
При народженні дитину нарікають зазвичай матір'ю (звідки вираз rn.fn mwt.f «його ім'я від його матері») одним або двома іменами, які несли певне значення. Деякі імена були першими словами матері після пологів: Їх (єгипет. Jḫ «Хто це?»), Нефернен (єгипет. Nfr-nn «Який гарний»), Уарсу (єгипет. Wr-sw «Великий»); інші — побажанням здоров'я: Сенебсумаї (єгипет. Snb-sw-m-'-j «Він здоровий в моїй руці»), Джед-?-іуф-анх (єгипет. Ḏd-X-jw.f-'nḫ «бог сказав, він буде жити»), Хедеб-?-ірет-бенеджет (єгипет. Hdb-X-jrt-bnjt «бог відганяє пристріт»). Зустрічалися імена, пов'язані з днем народження або якимось божеством: Сакахерка (єгипет. S3-k3-ḥr-k3 «Дитина місяця хояк»), Сепенабед (єгипет. Sp-n-3bd «Подарунок шостого місяця»), Хоремхеб (єгипет. Ḥr-m-ḥ3b «Гор у святі»), Амонхерхенут («Амон перевозиться в барці»). Молячи про потомство, батьки новонародженого нерідко в його імені висловлювали подяку богам: Дебехенітхаенмут (єгипет. Dbḥ.n.j-ṯ3-n-Mwt «Випрошений у Мут »), Сатамон (єгипет. S3.t Jmn «Дочка Амона»), Саптах (єгипет. S3. Ptḥ «Син Птаха»). Нерідко ставало наречення немовляти згідно зі старшинством серед інших дітей в сім'ї: сенен (єгипет. Sn-nw «Другий»), Хеметну (єгипет. ḫmt-nw «Третій»), або на честь когось із родичів: Сенетітес (єгипет. snt-jt.s «сестра його батька»), Ітсені (єгипет. Jt-sn(.j) «батько мого чоловіка»). За своїми статурою, характером, соціальним станом чи походженням людина могла пізніше отримати повсякденне ім'я: Ід (єгипет. Jd «глухий»), Табінет (єгипет. T3-bjnt «поганий»), Пен-Меннефер (єгипет. Pn-Mn-nfr «Хто з Мемфіса»), Ям (єгипет. '3m «азієць»), Пакер (єгипет. P3-qr «безхатько»), Пахеріпеджет (єгипет. P3 ḥrj pḏt «головний лучник»), Сешет (єгипет. Sšt «лотос»), Міу (єгипет. Mjw «кіт»).

## Галерея

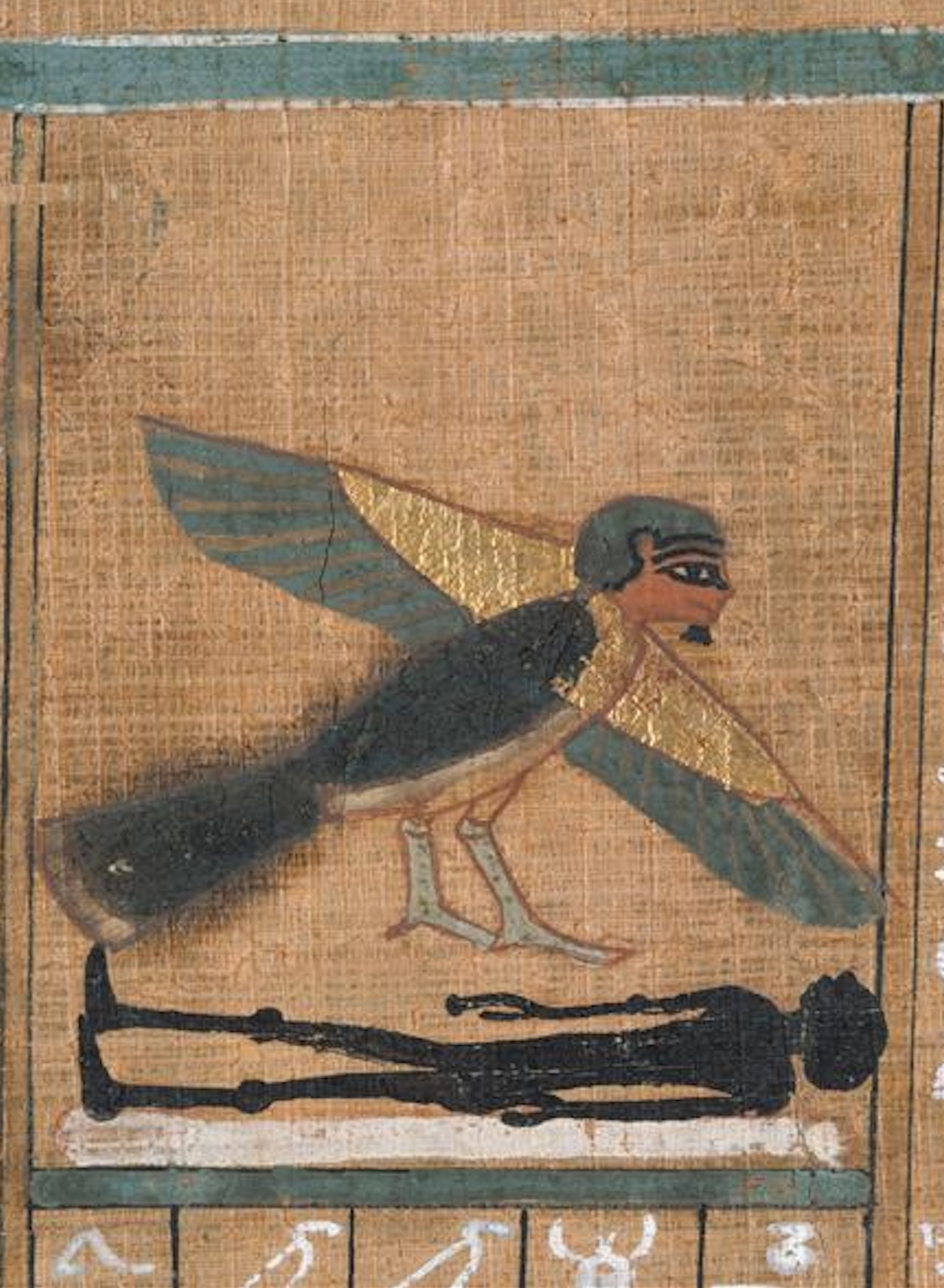
Фрагмент з Книги мертвих Техенени (бл. 1550—1077 роки до н.е.)
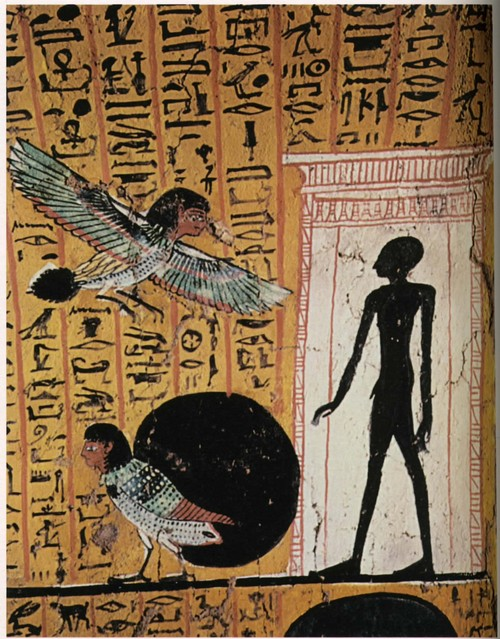
Ба і тінь. Фіванська гробниця Ірінефера TT290
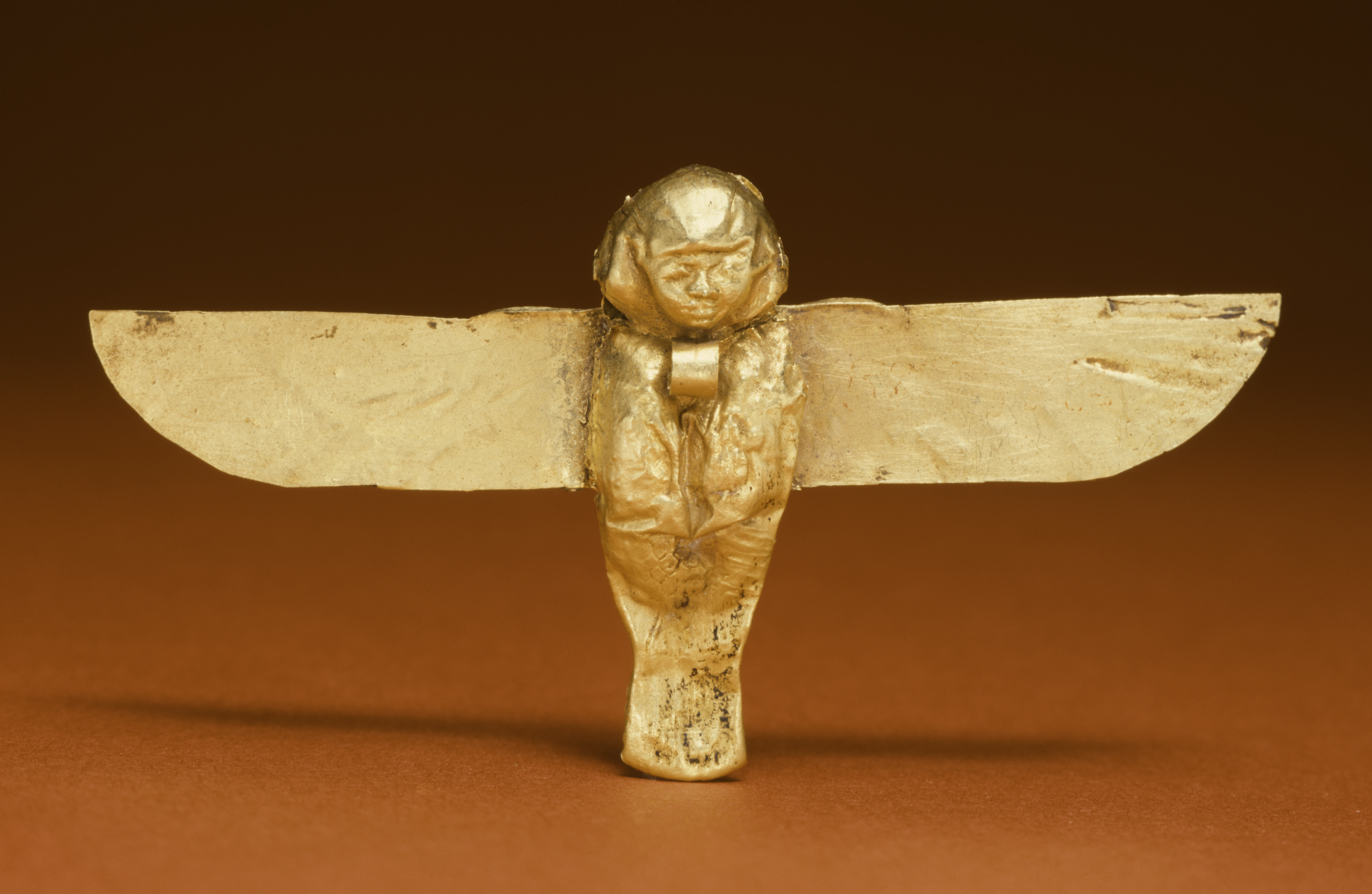
Золотий апотропеїчний амулет у вигляді Ба. Художній музей Волтерс, США
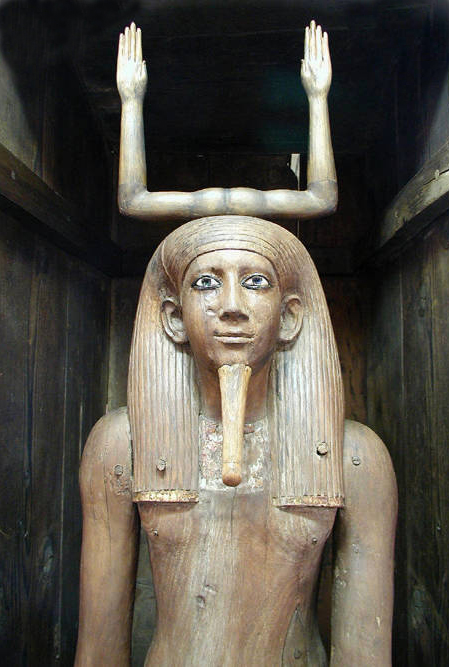
Статуя Ка фараона Гору І
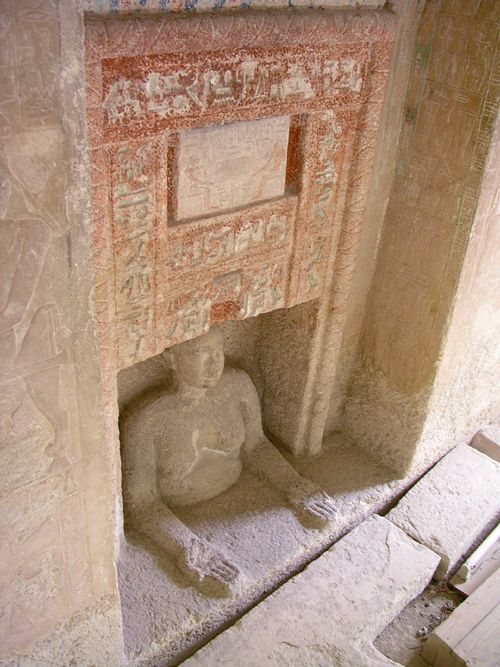
Скульптурне зображення покійного в очікуванні підношень, мастаба Іду в Комплексі пірамід в Гізі
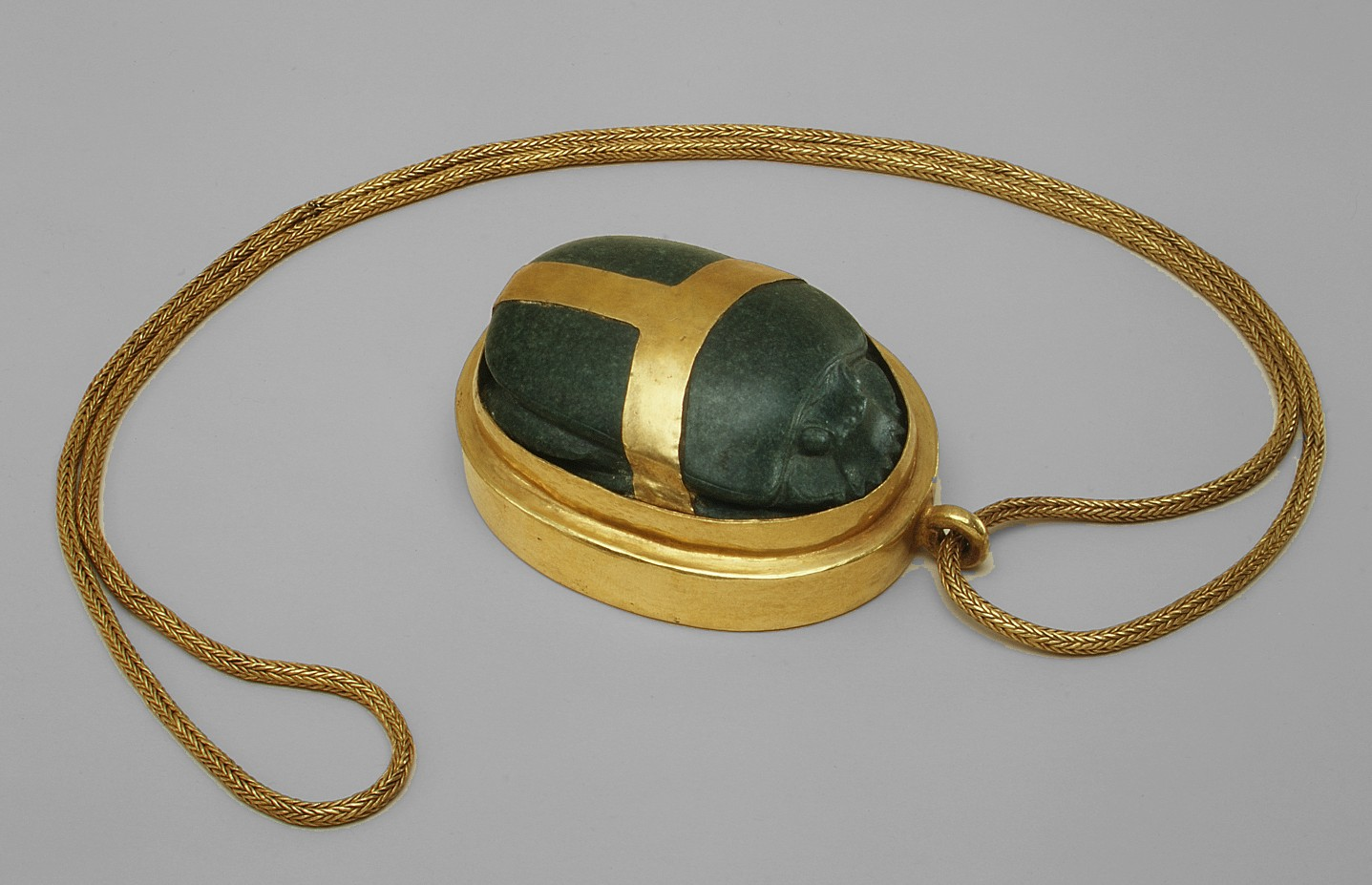
Амулет серце-скарабей Хатнефер (бл. 1492—1473 роки до н.е.)
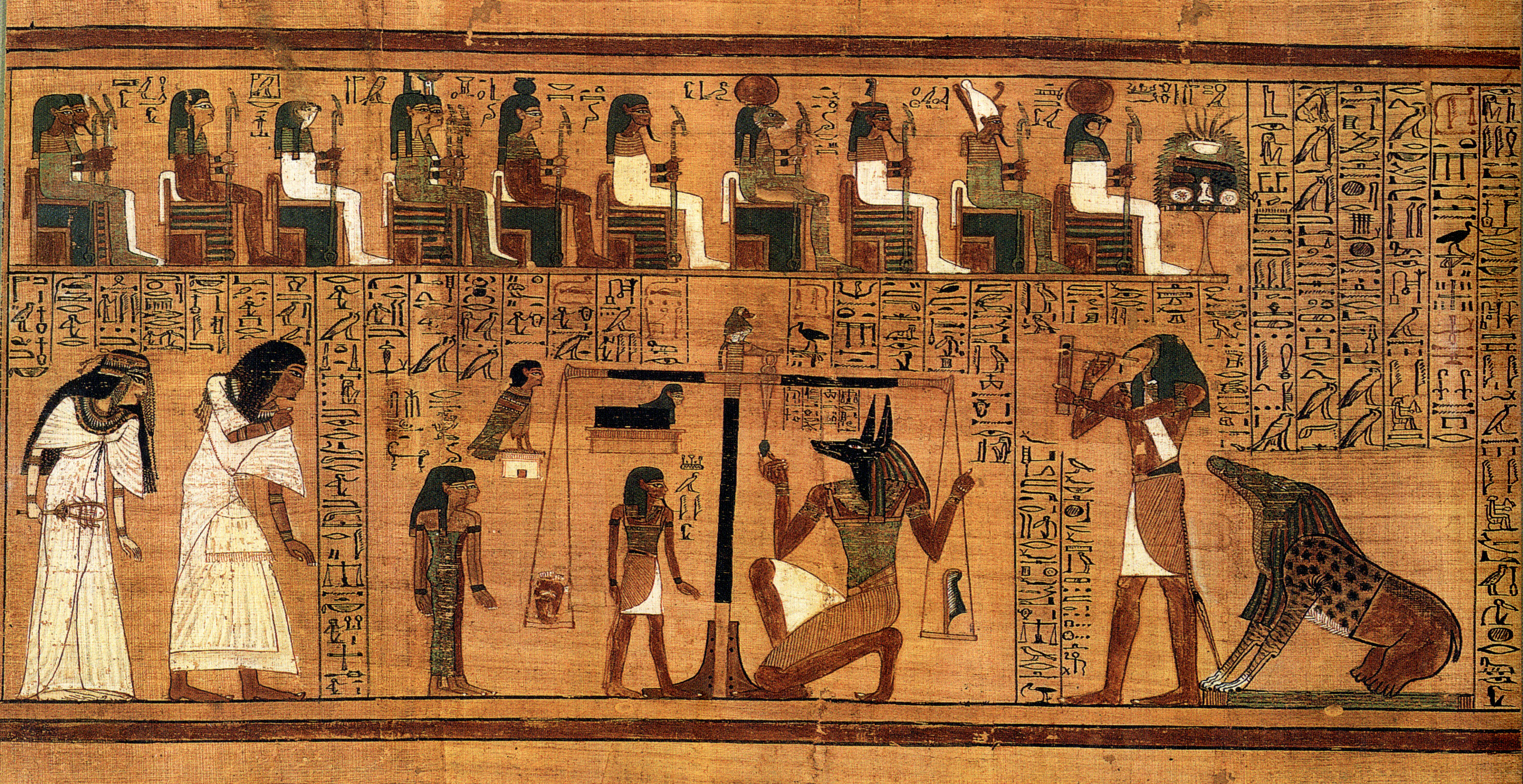
Зважування серця на суді Осіріса — фрагмент Папірусу Ані